# 郑州大剧院
郑州大剧院，位于中国河南省郑州市中原区雪松南路与丹水大道交叉口西南侧、郑州中央文化区东部，是河南省目前唯一的甲等剧场。剧院由哈尔滨工业大学建筑设计研究院梅洪元工作室、建筑设计二院设计，由中建八局建设。
剧院于2020年6月建成，2020年11月8日投入使用。开幕当晚，上海交响乐团在音乐厅举办了“郑州大剧院开幕交响音乐会 ”。此后还举办了公益文化惠民演出。剧院由郑州城建聚橙剧院管理有限公司负责运营。
剧院占地面积5万平方米，总建筑面积12.7万平方米，总造价20.67亿人民币。可上演歌剧、舞剧、音乐剧、交响乐、话剧及戏曲等不同种类的艺术节目，可容纳约3,500名观众。

## 建筑特色
郑州大剧院以“艺术方舟，黄河帆影”为设计理念，包括歌舞剧场、音乐厅、多功能厅、戏曲剧场四个独立的剧场及附属配套用房。其中，歌舞剧场1,686座、音乐厅878座、戏曲剧场454座、多功能厅431座。整个建筑坐落于4.5m高的花岗岩基座上。郑州大剧院建筑曾获得中国钢结构金奖。

### 歌舞剧场
歌舞剧场可满足歌剧、舞剧、大型综艺节目、大型民族歌舞等演出，同时可满足大型交响音乐会、音乐剧、杂技等演出功能。 一楼共1,142座，含池座1,024位和118位升降平台座椅，二层楼座264位，三层楼座280位，合计1,686位。座椅采用了梯形设计。
舞台总面积约2,400平方米。

### 音乐厅
音乐厅观众席为两层，一楼池座754个，二楼楼座126座。舞台约300平方米，安装有由奥地利制造的管风琴。

## 图集

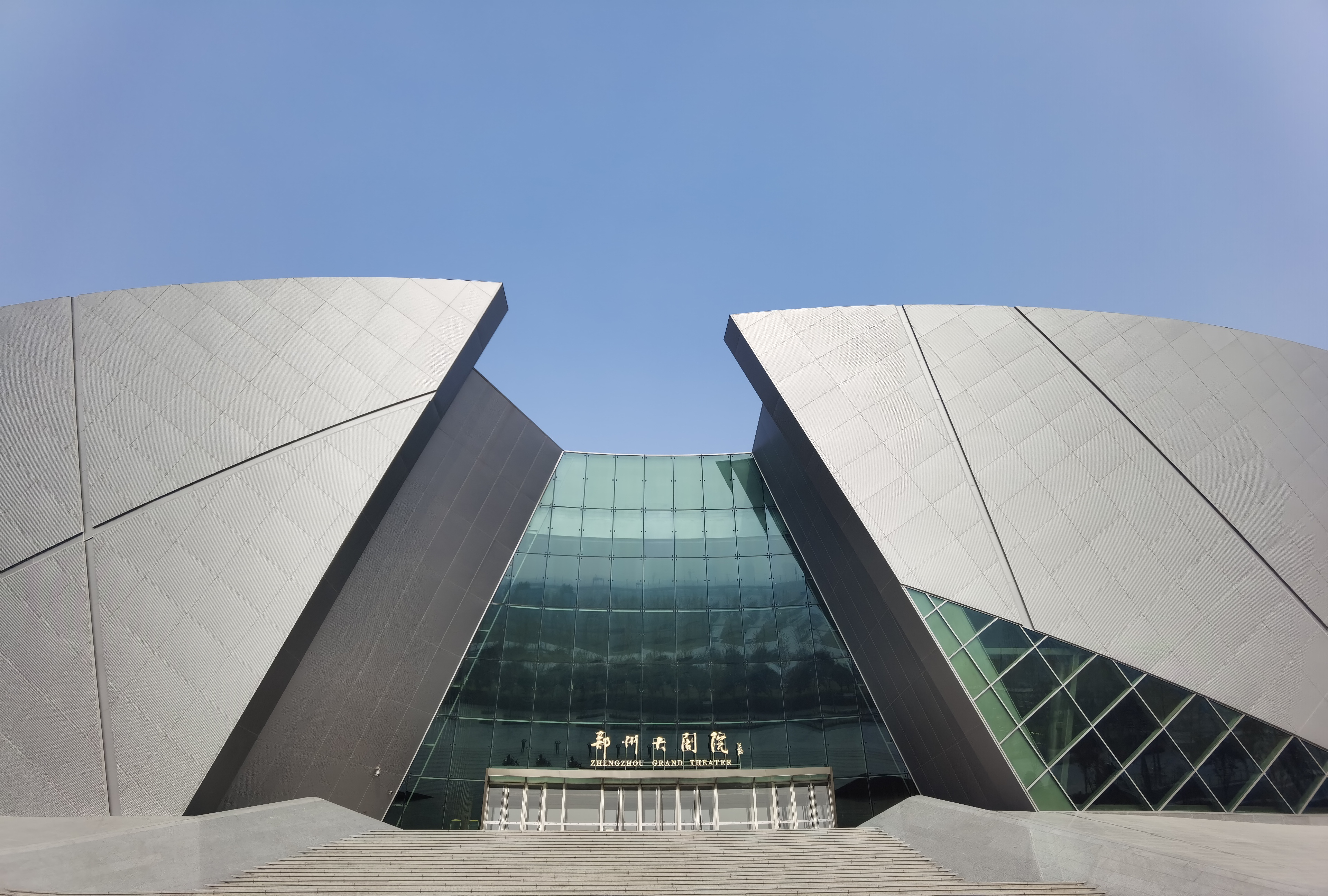
剧院入口
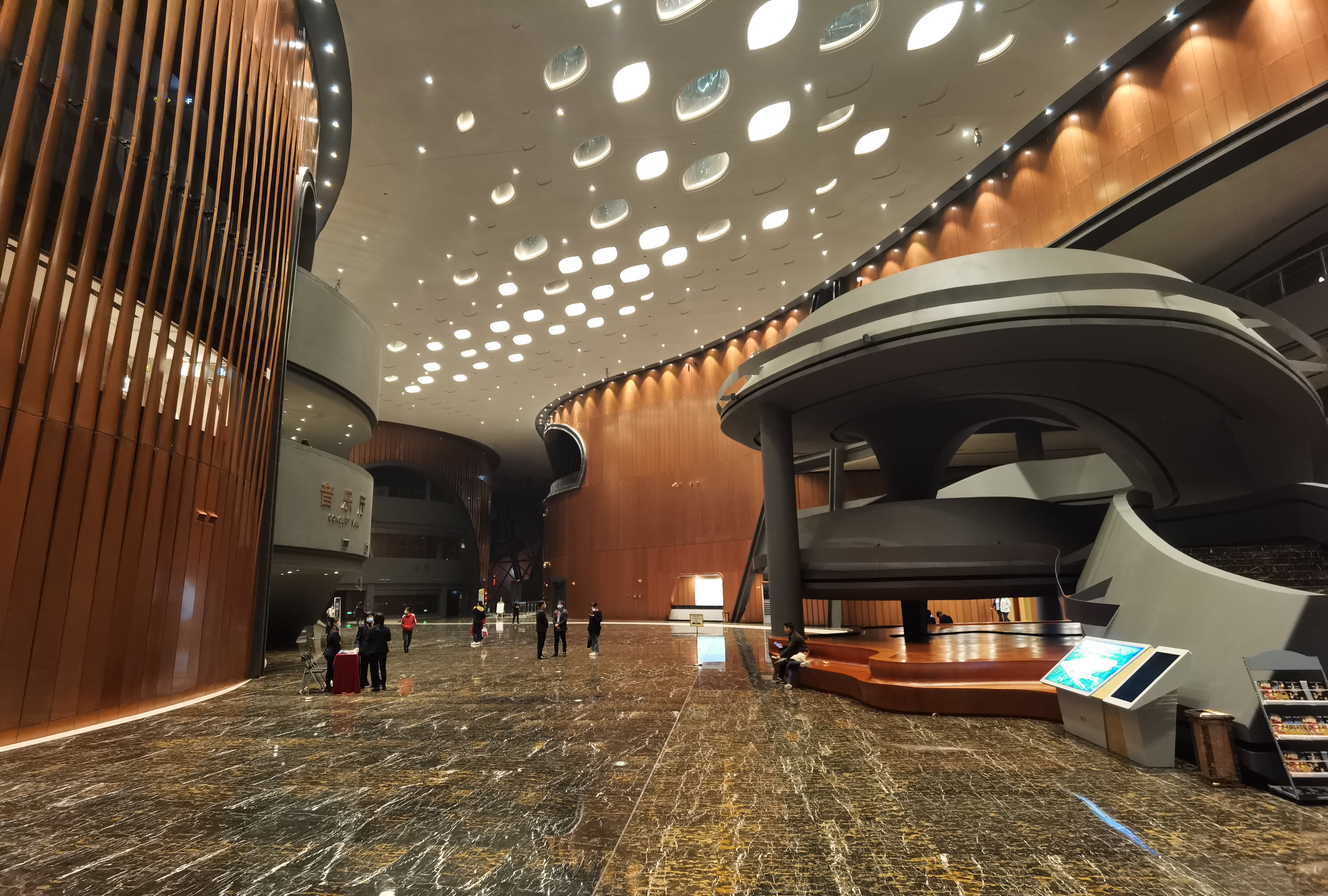
入口内部
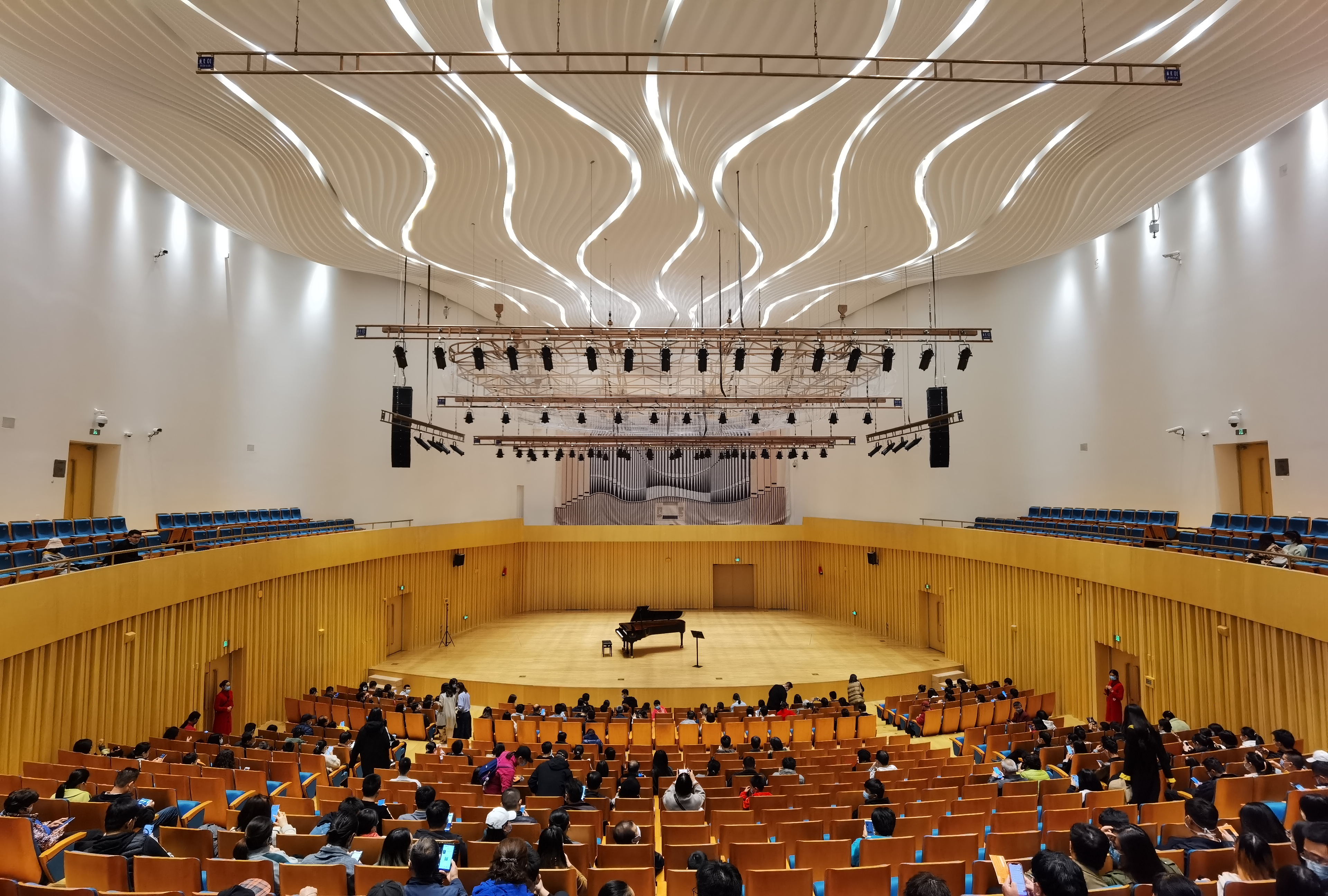
音乐厅
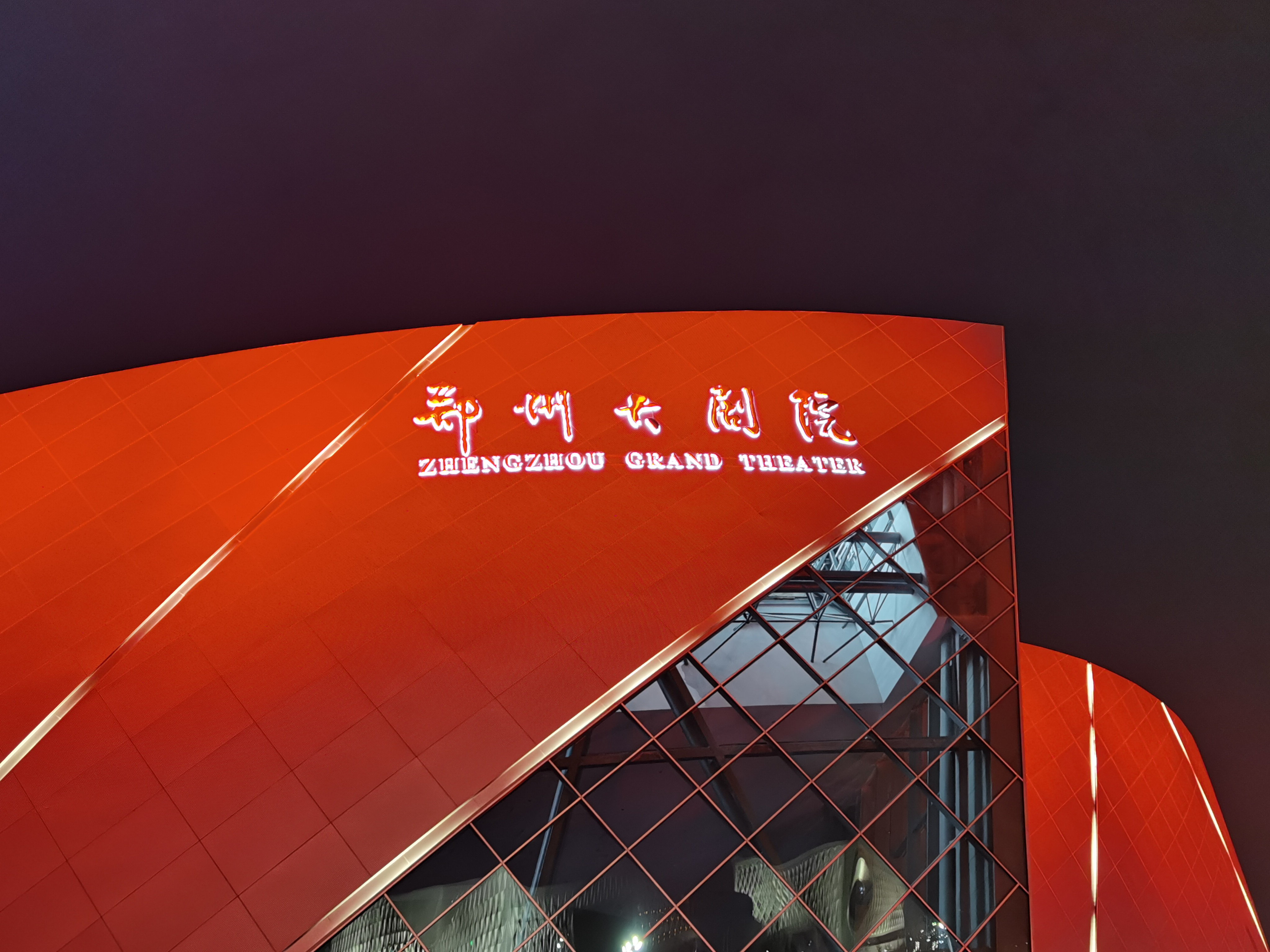
剧院夜景